# Heredia (stad)

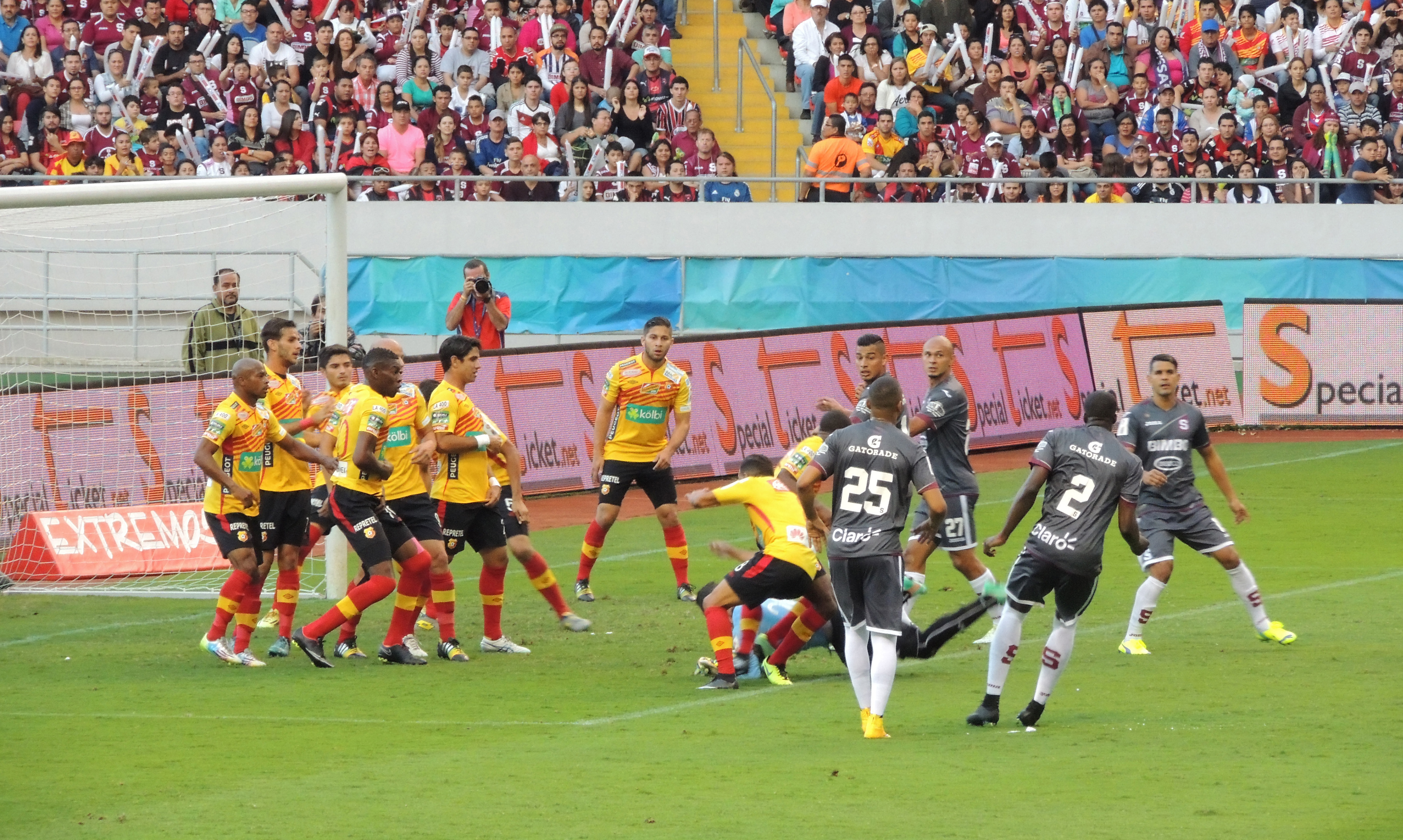
Heredianos voetballen tegen de rivaal Saprissa

Heredia is een stad en district in het gelijknamige kanton en de gelijknamige provincie in Costa Rica. Het ligt 10 kilometer ten noorden van de hoofdstad van het land, San José. Eind 20e begin 21e eeuw schommelt het inwonertal rond de 20.000.
De stad is de thuisbasis van een van de grootste hogescholen in Costa Rica, de Nationale Universiteit van Costa Rica, waar veel internationale studenten naartoe komen.

## Demografie
| Jaar | Inwoners |
| ---- | -------- |
| 1864 | 3146     |
| 1883 | 4234     |
| 1892 | 6047     |
| 1927 | 7631     |
| 1950 | 11967    |
| 1963 | 19249    |
| 1973 | 22700    |
| 1984 | 21440    |
| 2000 | 20191    |
| 2011 | 18697    |